# Лишница
Лишница је насељено место у саставу града Дуге Ресе у Карловачкој жупанији, Република Хрватска.

## Историја
До територијалне реорганизације у Хрватској налазила се у саставу старе општине Дуга Реса.

## Становништво
На попису становништва 2011. године, Лишница је имала 183 становника.

## Попис1991.
На попису становништва 1991. године, насељено место Лишница је имало 263 становника, следећег националног састава:
| Попис 1991.‍  | Попис 1991.‍  | Попис 1991.‍ | Попис 1991.‍ | Попис 1991.‍ |
| ------------ | ------------ | ----------- | ----------- | ----------- |
|              |              |             |             |             |
| Хрвати       | Хрвати       |             | 258         | 98,09%      |
| Срби         | Срби         |             | 4           | 1,52%       |
| неопредељени | неопредељени |             | 1           | 0,38%       |
| укупно: 263  |              |             |             |             |